# K Diegem Sport
Maillots
Actualités
Dernière mise à jour : 6 août 2018.
Le Koninklijk Diegem Sport est un club de football belge basé à Diegem, en Brabant flamand. Il évolue en Division 2 Amateur lors de la saison 2018-2019. C'est sa 38e saison dans les divisions nationales belges. Le club est présidé par Guy Van Weyenberge et entraîné depuis juillet 2012 par Stef Van De Velde. Le club porte le matricule 3887 et les couleurs vert et blanc.

## Histoire

### Fondation du club
Les premiers clubs sont fondés à Diegem à la fin des années 1930 mais ne rejoignent pas directement l'Union Belge. En 1941, deux clubs de la localité s'affilient à la fédération nationale. Le Diegem Star Voetbal Vereniging le 21 août et reçoit le matricule 3097, suivi par le Racing Diegem Lo le 5 novembre, qui reçoit le matricule 3274. Les deux clubs sont versés dans les championnats régionaux et la rivalité fait rapidement place aux idées de fusion. Celle-ci est entérinée le 1er juillet 1943, les deux clubs décidant de s'unir sous le nom de Diegem Sport. Conformément aux réglements en vigueur à l'époque, le club ainsi créé reçoit un nouveau matricule, le 3887. Le club reste au plus bas niveau provincial pendant près de trente ans.

### Premier passage par les divisions nationales
Au début des années 1970, l'entraîneur Étienne Borré est engagé par la direction du club. En six ans, il le mène de la troisième provinciale brabançonne à la Promotion, le quatrième et dernier niveau national, que le club atteint en 1977. Il poursuit sur sa lancée et joue les premiers rôles dès ses premières saisons en nationales. En trois ans, le club finit deux fois troisième et une fois cinquième. Il échappe de peu à la relégation la saison. En 1982 cependant, il remporte le titre dans sa série et est promu en Division 3 pour la première fois de son Histoire.
Le club dispute deux saisons plus difficiles après sa montée, terminant à chaque fois à la douzième place. En 1985, il obtient une belle quatrième place mais ne confirme pas les saisons suivantes. Il termine juste au-dessus de la zone de relégation la saison suivante et ne peut l'éviter en 1987. Après cinq saisons en troisième division, le club est renvoyé en Promotion. Il lutte pour le titre après sa relégation mais ne peut faire mieux qu'une troisième place. Diegem rentre ensuite dans le rang et après trois saisons moyennes conclues en milieu de classement, il termine en position de relégable en 1992 et bascule en première provinciale après quinze saisons consécutives jouées dans les divisions nationales.

### Retour en nationales
Le 9 juillet 1993, le club est reconnu « Société Royale » et prend le nom de Koninklijk Diegem Sport le 1er juillet 1994. Le club fête cette distinction en remportant le titre provincial 1994-1995. Retourné en Promotion, il ne parvient pas à s'y maintenir longtemps et redescend après deux saisons. Après cette relégation, le club engage un nouvel entraîneur, Wilfried Wielandts. Il remporte le titre provincial douze mois plus tard et revient ainsi directement en Promotion en 1998. Après une saison de réadaptation, le club termine deux fois de suite à la quatrième place. Lors de la saison 2002-2003, le club lutte pour le titre avec le KSV Bornem. Finalement, il devance le club anversois d'un point et remporte sa série, ce qui lui permet de retrouver la troisième division.
De retour en Division 3, Diegem Sport s'installe dans le ventre mou du classement durant trois ans. Durant la saison 2006-2007, il est à la lutte pour le titre avec le RFC Tournai et le Verbroedering Geel jusqu'à la dernière journée. Avant le dernier match de la saison, Diegem et Tournai sont à égalité de points. Tournai l'emporte 4-0 sur le terrain de Meerhout, un voisin de Geel, dont il reprendra les installations un an plus tard, tandis que Diegem ne peut faire mieux qu'un match nul face à Wetteren et doit laisser filer le titre. Le club participe ensuite au tour final pour la montée mais il en est éliminé dès le premier tour par l'UR Namur. La troisième place finale décrochée par le club reste jusqu'à présent son meilleur résultat historique.
Après une saison plus anonyme, Diegem joue de nouveau le haut du tableau en 2008-2009. Il termine quatrième, à un point du podium, mais n'est pas autorisé à participer au tour final pour la montée car il ne dispose pas de la licence pour le football rémunéré, indispensable pour pouvoir évoluer en Division 2. Le club rentre dans le rang les saisons suivantes et recule vers le milieu de classement. En juin 2012, Wilfried Wielandts, l'entraîneur du club depuis quinze ans, s'en va à Grimbergen et est remplacé par Stef Van De Velde, l'ancien entraîneur de Ternat.

## Résultats dans les divisions nationales
Statistiques mises à jour le 9 décembre 2024 (terme de la saison 2023-2024)

### Palmarès
- 2 fois champion de Belgique de Promotion en 1982 et 2003.

### Bilan
| Niv | Divisions     | Jouées | Titres | TM Up | TM Down |
| --- | ------------- | ------ | ------ | ----- | ------- |
| I   | 1re nationale | 0      | 0      |       |         |
| II  | 2e nationale  | 0      | 0      |       |         |
| III | 3e nationale  | 18     | 0      | 1     |         |
| IV  | 4e nationale  | 23     | 2      |       |         |
| V   | 5e nationale  | 2      | 0      | 2     |         |
|     |               |        |        |       |         |
|     | TOTAUX        | 43     | 2      | 3     | 0       |

- TM Up : test-match pour départager des égalités, ou toutes formes de Barrages ou de Tour final pour une montée éventuelle.
- TM Down : test-match pour départager des égalités, ou toutes formes de Barrages ou de Tour final pour le maintien.

### Classement saison par saison
| Ordre               | Saison  | Nom du club     | Niveau                         | Classement final | Remarques                            |
| ------------------- | ------- | --------------- | ------------------------------ | ---------------- | ------------------------------------ |
| 1                   | 1977-78 | Diegem Sport    | Promotion série D              | 3e/16            |                                      |
| 2                   | 1978-79 | Diegem Sport    | Promotion série C              | 5e/16            |                                      |
| 3                   | 1979-80 | Diegem Sport    | Promotion série B              | 3e/16            |                                      |
| 4                   | 1980-81 | Diegem Sport    | Promotion série B              | 13e/16           |                                      |
| 5                   | 1981-82 | Diegem Sport    | Promotion série B              | 1er/16           | Champion et promu!                   |
| 6                   | 1982-83 | Diegem Sport    | Division 3 série A             | 12e/16           |                                      |
| 7                   | 1983-84 | Diegem Sport    | Division 3 série A             | 12e/16           |                                      |
| 8                   | 1984-85 | Diegem Sport    | Division 3 série A             | 4e/16            |                                      |
| 9                   | 1985-86 | Diegem Sport    | Division 3 série A             | 14e/16           |                                      |
| 10                  | 1986-87 | Diegem Sport    | Division 3 série A             | 15e/16           | Relégué!                             |
| 11                  | 1987-88 | Diegem Sport    | Promotion série B              | 3e/16            |                                      |
| 12                  | 1988-89 | Diegem Sport    | Promotion série B              | 7e/16            |                                      |
| 13                  | 1989-90 | Diegem Sport    | Promotion série B              | 6e/16            |                                      |
| 14                  | 1990-91 | Diegem Sport    | Promotion série A              | 11e/16           |                                      |
| 15                  | 1991-92 | Diegem Sport    | Promotion série B              | 14e/16           | Relégué!                             |
| séries provinciales |         |                 |                                |                  |                                      |
| 16                  | 1995-96 | K. Diegem Sport | Promotion série D              | 11e/16           |                                      |
| 17                  | 1996-97 | K. Diegem Sport | Promotion série B              | 13e/16           | Relégué!                             |
| séries provinciales |         |                 |                                |                  |                                      |
| 18                  | 1998-99 | K. Diegem Sport | Promotion série B              | 9e/16            |                                      |
| 19                  | 1999-00 | K. Diegem Sport | Promotion série D              | 4e/16            |                                      |
| 20                  | 2000-01 | K. Diegem Sport | Promotion série B              | 4e/16            |                                      |
| 21                  | 2001-02 | K. Diegem Sport | Promotion série B              | 10e/16           |                                      |
| 22                  | 2002-03 | K. Diegem Sport | Promotion série B              | 1er/16           | Champion et promu!                   |
| 23                  | 2003-04 | K. Diegem Sport | Division 3 série B             | 7e/16            |                                      |
| 24                  | 2004-05 | K. Diegem Sport | Division 3 série B             | 10e/16           |                                      |
| 25                  | 2005-06 | K. Diegem Sport | Division 3 série A             | 8e/16            |                                      |
| 26                  | 2006-07 | K. Diegem Sport | Division 3 série A             | 3e/16            | Tour final                           |
| 27                  | 2007-08 | K. Diegem Sport | Division 3 série A             | 10e/16           |                                      |
| 28                  | 2008-09 | K. Diegem Sport | Division 3 série A             | 4e/16            | [ saisons 2 ]                        |
| 29                  | 2009-10 | K. Diegem Sport | Division 3 série B             | 6e/18            |                                      |
| 30                  | 2010-11 | K. Diegem Sport | Division 3 série B             | 10e/18           |                                      |
| 31                  | 2011-12 | K. Diegem Sport | Division 3 série B             | 13e/18           |                                      |
| 32                  | 2012-13 | K. Diegem Sport | Division 3 série B             | 13e/19           |                                      |
| 33                  | 2013-14 | K. Diegem Sport | Division 3 série B             | 13e/18           |                                      |
| 34                  | 2014-15 | K. Diegem Sport | Division 3 série B             | 14e/18           |                                      |
| 35                  | 2015-16 | K. Diegem Sport | Division 3 série B             | 19e/19           | Relégué!                             |
| 36                  | 2016-17 | K. Diegem Sport | Division 3 Amateur VFV série B | 4e/16            | Tour final                           |
| 37                  | 2017-18 | K. Diegem Sport | Division 3 Amateur VFV série B | 4e/16            | Promu via tour final                 |
| 38                  | 2018-19 | K. Diegem Sport | Division 2 Amateur VFV série A | 9e/16            |                                      |
| 39                  | 2019-20 | K. Diegem Sport | Division 2 Amateur VFV série B | 8e/16            |                                      |
| 40                  | 2020-21 | K. Diegem Sport | Nationale 2 VV série B         | N/A              | saison annulée en raison du Covid-19 |
| 41                  | 2021-22 | K. Diegem Sport | Nationale 2 VV série B         | 9e/16            |                                      |
| 42                  | 2022-23 | K. Diegem Sport | Nationale 2 VV série B         | 8e/18            |                                      |
| 43                  | 2023-24 | K. Diegem Sport | Nationale 2 VV série B         | 12e/18           |                                      |
| 44                  | 2024-25 | K. Diegem Sport | Nationale 2 VV série B         | ... /16          |                                      |

## Personnalités
- Soufiane Bidaoui, international marocain et joueur du Lierse SK, est formé au club et joue un an en équipe première lors de la saison 2008-2009.
- Nabil Dirar, international marocain (7 sélections) et joueur de l'AS Monaco, commence sa carrière à Diegem Sport lors de la saison 2005-2006.
- Alan Haydock, ancien joueur du RWDM et de La Louvière notamment, est formé au club qu'il quitte en 1995.
- Ariël Jacobs, ancien entraîneur, notamment de La Louvière et d'Anderlecht, joue à Diegem entre 1971 et 1975.
- Daniel Renders, ancien entraîneur, notamment du RWD Molenbeek, du RAEC Mons, de l'Union St-Gilloise et du RSC Anderlecht (adjoint).